# Església Ortodoxa d'Alexandria
L'Església Ortodoxa d'Alexandria, que té el nom històric de Patriarcat Ortodox Grec d'Alexandria i de tota l'Àfrica, és una de les esglésies autocèfales integrades en la Comunió ortodoxa. És la segona Església cristiana amb més fidels. El Patriarcat Ortodox Grec d'Alexandria i de tota l'Àfrica té la seva jurisdicció eclesiàstica sobre tots els països del continent africà.
El primer bisbe de l'Església Ortodoxa a Àfrica va ser Marc l'Evangelista, que va predicar la fe a l'Àfrica. Per això l'Església Ortodoxa és reconeguda con Església Apostòlica.
El cap de l'Església, actualment Teodor II (des del 9 d'octubre de 2004), porta el títol de Patriarca d'Alexandria i de tota Àfrica, amb residència a Alexandria, a Egipte.
El títol de Patriarca d'Alexandria també el porten altres tres dirigents de l'Església: el cap de l'Església Ortodoxa Copta, el Patriarca de l'Església Catòlica Copta i el Patriarca de l'Església Catòlica Melquita.